# Зоммери
Зоммери (нем. Sommeri) — коммуна в Швейцарии, в кантоне Тургау.
Входит в состав округа Арбон. Население составляет 497 человек (на 31 декабря 2007 года). Официальный код — 4446.

## Ссылки

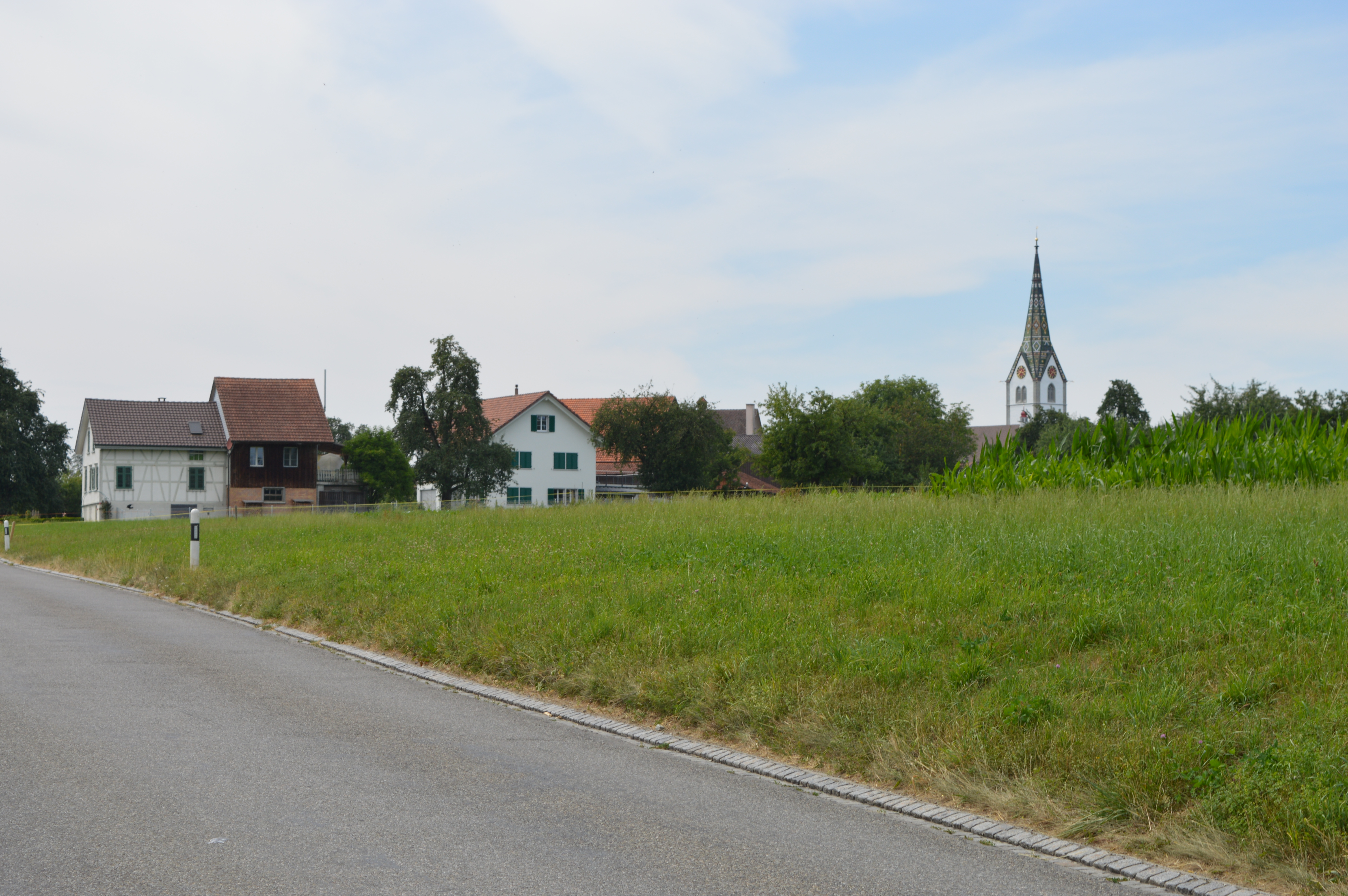
Зоммери